# Michele Rago
Michele Rago (Chicago, 7 luglio 1913 – Roma, 14 luglio 2008) è stato un giornalista, francesista e traduttore italiano.
Adottò a volte gli pseudonimi Massimo Rago, Massimo Riva o Massimo Rovi.

## Biografia
Era l'ultumo dei quattro figli di Giuseppe e di Alfonsa ("Elvira") Chieca, originari della provincia di Foggia ma emigrati negli Stati Uniti. A pochi mesi, con la madre e i fratelli, tornò in Puglia, dapprima a Foggia, accolto dalla famiglia materna, poi a Bari. La nonna materna fu una figura fondamentale per la sua formazione.
Dopo le elementari, dovendo lavorare per aiutare la madre e i fratelli, continuò a studiare per proprio conto, nelle ore libere dal lavoro e di notte, “aiutato da un bravo prete e dalla scoperta della biblioteca pubblica di Bari”.
Diplomatosi come privatista al liceo classico, nel 1933 si iscrisse all’università La Sapienza di Roma. Qui incontrò Pietro Ingrao, Mario Alicata e Lucio Lombardo Radice, avvicinandosi al comunismo. Si laureò in Lettere nel 1941. Nel 1942 vinse un concorso come bibliotecario, e fu assegnato alla biblioteca di Brera a Milano.  In questo periodo aderì alla Resistenza.
Nel 1943, persa la casa in seguito a un bombardamento, era di nuovo a Roma dove la nascita della Repubblica di Salò lo bloccò fino al 1945. Nel novembre del 1943 sposò Liana De Rossi, dalla quale ebbe due figlie. A Roma iniziò il lavoro di giornalista all’ANSA, probabilmente per incarico del partito comunista. Poco prima della liberazione di Roma pubblicò una guida della città, in previsione dell’arrivo degli alleati. Immediatamente dopo il 4 giugno del 1944 prese servizio alla Biblioteca Alessandrina.
Dopo il 25 aprile 1945 tornò a Milano, dove dapprima fondò e diresse un foglio «indipendente» legato al PCI, Milano Sera, che ebbe notevole successo, e poi lavorò come redattore de l'Unità. In quel tempo collaborò con Il Politecnico di Elio Vittorini, col quale fu in grande amicizia, come anche con Vittorio Sereni, Franco Fortini, Alfonso Gatto, Italo Calvino.
Richiamato a Roma nel 1948, in previsione delle difficili elezioni di quell’anno,  diresse un altro quotidiano «indipendente», di breve durata, La Repubblica d’Italia. Riprese poi a scrivere per la terza pagina de l’Unità e collaborò anche a lungo con quella di Paese Sera. Dal 1950, con il Centro del libro popolare (un organismo che organizzava le biblioteche di cui dotare le federazioni del partito), si occupò per conto del PCI, della diffusione della lettura.
Nel 1951 pubblicò con Bompiani Romanzi Francesi dei secoli XVII e XVIII, una delle prime, importanti aperture alla conoscenza della letteratura straniera dopo il fascismo.
Nel 1953 divenne corrispondente de l’Unità a Parigi, dove conobbe e si legò di amicizia con alcuni intellettuali, tra cui Sartre.
Guastatisi definitivamente i già tesi rapporti tra il PCI e il PCF, tornò in Italia nel 1956; dopo un breve soggiorno a Roma, separandosi dalla moglie, si trasferì a Milano. Qui riprese a frequentare i suoi vecchi amici: Vittorini, Sereni, Fortini, Calvino, Albe Steiner. Collaborò, tra l’altro, a Il Menabò.
Tornò nuovamente a Roma nel 1965 per dirigere  Il Contemporaneo, divenuto supplemento della rivista Rinascita. Nel 1968 conobbe Ninetta Zandegiacomi, alla quale si unì  e che successivamente sposò, dopo aver ottenuto il divorzio dalla prima moglie.
Dal 1968 fu insegnante di lingua e letteratura francese all’Università, dapprima a Lecce, dove rappresentò un importante punto di riferimento per colleghi e studenti; poi a Siena e infine a Salerno.
Nel 1969 pubblicò un articolo sul primo numero della rivista il manifesto (“La sfinge e la piazza”).
Nel 1972 una sua recensione de Il contesto di Sciascia fu duramente attaccata da Colajanni, Macaluso e Guttuso, senza che gli fosse consentita una replica; lasciò perciò sia l’Unità sia il partito.  Proseguì l’insegnamento di lingua e letteratura francese e la pubblicazione di saggi e traduzioni.
Nonostante la perdita quasi totale della vista, che gli impedì ulteriori contributi personali, fu fin quasi alla morte, uno dei giurati del “Premio Strega. Debilitato nel corpo, ma non nella mente, rifiutò ogni accanimento terapeutico e morì il 14 luglio 2008. Le ceneri sono tumulate nel Cimitero monumentale del Verano.

## Opere

### Scritti
- Manuale del giornalista, Roma, Edizioni di cultura sociale, 1952
- I grandi narratori dell’Ottocento, Volume I, Roma, Corsi popolari di cultura a cura del Calendario del Popolo e del Centro Popolare del Libro, 1955 (con A. Seroni)
- “La ragione dialettale”, in Il Menabò di letteratura,Torino, Einaudi, n. 1, 1959.
- La battaglia culturale di Vittorini nella politica culturale della sinistra italiana,Torino, Einaudi, 1967.
- Louis-Ferdinand Céline, Firenze, La Nuova Italia, novembre 1973.
- "Vittorini toujours d'actualitè", in Quinzaine lettéraire, Parigi, SELIS, n. 220 (1-15 nov. 1975) (intervista a cura di N.Schifano).
- Pagine di diario, Roma, stampato in proprio, 2009.
- Pagine di diario (1951-1996), Roma, InSchibbboleth Edizioni, 2021

### Curatele
- Vittorio Alfieri, Della tirannide, Torino, Einaudi, 1943 (sotto lo pseudonimo” Massimo Rago”).
- Romanzi Francesi dei secoli XVII e XVIII, Milano, Bompiani, 1951, introduzione, cura e alcune traduzioni.
- Prosper Mérimée, Carmen e altri racconti, Roma, Editori Riuniti, 1967, prefazione.
- Denis Diderot, Jacques il fatalista e il suo padrone, Torino, Einaudi, 1979, traduzione, introduzione e cura.
- Carla Martini, Bellepresenze, Padova, Marsilio, 1979; presentazione.
- Nadar, Quando ero fotografo, Roma, Editori Riuniti, 1982; cura e introduzione.
- Marcel Jean,  Autobiografia del surrealismo, Roma, Editori Riuniti, 1983 (sotto lo pseudonimo “Massimo Rovi”).
- Charles De Coster, La leggenda di Thyl Ulenspigel, Roma, Editori Riuniti, 1984; introduzione (“Commedia più tragedia uguale leggenda”).
- Ferdinando Galiani, Socrate immaginario, Roma, Editori Riuniti, 198;cura e introduzione (“Storia comica di un’opera buffa”).
- Gustave Flaubert, Dizionario delle idee comuni, Firenze, Sansoni, 1988, cura, traduzione e introduzione (“Le idee che si ricevono”).
- Simone de Beauvoir,  Bruciare Sade?, Roma, Lucarini, 1989,  prefazione.

### Traduzioni
In: Romanzi Francesi dei secoli XVII e XVIII, cit.:
- Honoré d’Urfé, La bella sconosciuta.
- Honoré d’Urfé, Sulle rive del Lignon.
- Madeleine de Scudéry, La carta del tenero (sotto lo pseudonimo “Massimo Riva”).
- Gédéon Tallemant des Réaux, Le storielle (con Arnaldo Frateili).
- Roger Bussy-Rabutin, Storia della signora di Chatillon.
- Antoine Hamilton, Le belle torinesi.
- Antoine François Prévost d’Exiles, Manon Lescaut.
- Denis Diderot, Non è immaginario questo racconto.

- Jean-Jacques Rousseau, Le confessioni, Torino, Einaudi, 1955.
- M. Del Castillo, Tanguy. Storia d'una infanzia d'oggi, Milano, Mondadori, 1958
- Harry Bloom,  Sommossa nel Transvaal, Roma, Editori Riuniti, 1959.
- Romain Rolland, Diario degli anni di guerra 1914-1919, Firenze, Parenti, 1960, traduzione (con Giovanna Bonchio).
- Cécil Saint-Laurent, Clotilde, Milano, Mondadori, 1960.
- Lucien Goldmann, Scienze umane e filosofia, Milano, Feltrinelli, 1961.
- Armand Lanoux , Il maggiore Watrin , Firenze, Parenti, 1961.
- Lucien Goldmann, Scienze umane e filosofia, Milano, Feltrinelli, 1961.
- Pierre Teilhard de Chardin, Lettere di viaggio, Milano, Feltrinelli, 1962 (con Vincenzo Dominici).
- Gustave Flaubert, Dizionario delle idee comuni, Firenze, Sansoni, 1988.